# 池田蕉園
池田 蕉園（いけだ しょうえん、1886年（明治19年）5月13日 - 1917年（大正6年）12月1日）は、明治から大正にかけての女性浮世絵師、日本画家。本名池田（旧姓榊原）百合子（あるいは由理子）。夫も日本画家の池田輝方。

## 生涯

### 出自
1886年（明治19年）5月13日、東京・神田雉子町に、榊原浩逸、綾子夫妻の長女として生まれる。下に一人の弟、三人の妹がいる。父浩逸は旧岸和田藩士であったが、慶應義塾で福沢諭吉に学び、彼の勧めによりアメリカ・ラトガース大学に留学して鉄道を研究、日本鉄道に勤務したのち、岩倉鉄道学校（現在の岩倉高等学校）の幹事となった人物。母綾子は実業家にして歌人でもあった間島冬道の娘で、和歌や書に優れていたほか、1876年（明治9年）ごろからは国沢新九郎の主宰する彰技堂画塾に入門、国沢のほか本多錦吉郎にも師事して洋画を学んだ経験を持つ。夫妻は鹿鳴館にも出入りしていた名士であった。

### 修行時代
1893年（明治26年）4月に両国の江東小学校に入学、1895年（明治28年）には一家が麹町区富士見町に転居したため、富士見小学校3年に編入する。この頃より、草双紙の絵を石版に描き写すなどして画才を発揮し始める。1898年（明治31年）4月に女子学院（現在の女子学院中学校・高等学校）に入学、当時開明的とされた教育を受けるが、1901年（明治34年）、学業のかたわら15歳で日本画家・水野年方（1866年 - 1908年）の主宰する慶斎画塾に入門する。蕉園の号は、上村松園に憧れる百合子に、松園に負けぬ美人画家になるようにと、師年方が与えた。
入門翌年の1902年（明治35年）ごろに「桜狩」を発表して画壇デビューする。この頃より同門であった池田輝方と相思相愛の間柄となり、学業を放棄する。1903年（明治36年）からは、同門であった鏑木清方が主宰する研究グループ・烏合会に、村岡応東、吉川霊華（1875年 - 1929年）らとともに参加してさらに研鑽を積む。同年、第9回絵画共進会で「つみ草」が、第10回の同会では「夕暮れ」が入選する。

### 苦悩を芸術に昇華
同年、師の立会いのもと、池田輝方と婚約するも、その直後に輝方は別の女性と失踪した。この出来事の顛末は、田口掬汀による連載記事「絵具皿」で『万朝報』に報じられ、広く話題となった。蕉園は悲しみのあまり、しばらく作品制作から遠ざかったほどであったが、こうした経験がもたらした苦悩と、水野から学び受け継いだ浮世絵風の造形美が、独特の甘く感傷的な作風へと昇華されたといわれ、3年間のブランクの後、1906年（明治39年）に美術研精会に出品した「わが鳩」で研精賞碑を受賞、橋本雅邦に実力を認められる。1907年（明治40年）、21歳で東京勧業博覧会に『花の蔭』を出品して2等賞、同年秋に開催された第1回文部省美術展覧会（文展）では「もの詣で」で3等賞を受賞した。

### 閨秀画家の双璧
1908年（明治41年）の第2回文展には「やよい」を出品して3等賞を受賞した。この年には師・年方が死去したため、翌1909年（明治42年）からは輝方とともに川合玉堂に師事し、鈴木華邨にも指導を受ける。こうした研鑽の甲斐あってか、この前後の数年間は彼女の全作品の半分以上が集中して生み出され、完成度の高い力作も集中する充実期となった。同年刊行の泉鏡花の『柳筥』の挿絵が知られており、同年の第3回巽画会展へは「帰途」、やはり同年の第3回文展に「宴の暇」、1910年（明治43年）の第4回展に「秋のしらべ、冬のまどい」、1915年（大正4年）の第9回展に「かえり路」を出品してそれぞれ3等賞、1916年（大正5年）の第10回展では「こぞのけふ」で特選を受賞し、1912年（大正元年）の第6回展第2科の「ひともしごろ」、1914年（大正3年）の第8回展の「中幕のあと」はともに褒状を受けた。1910年（明治43年）の日英博覧会には「紅葉狩」「貝覆」の二曲一双屏風を出品した。1911年（明治44年）の第1回東京勧業博覧会へ出品した「夢の跡」では、「朦朧派」の影響の下、人物の目元などにぼかしをかける叙情的な表現が用いられたが、これは伊東深水、竹久夢二などの追随者を生んだ。
この活躍により、同様の動きを見せていた京都の上村松園とともに「東の蕉園、西の松園」「閨秀画家の双璧」「東西画壇の華」とされた他、のちには大阪の島成園を加えて「三都三園」と呼ばれたりもした。こうした一方で、泉鏡花の『柳筥』『白鷺』の口絵を手がけ、徳田秋声の『誘惑』、雑誌「女学世界」「女鑑」「少女世界」「少女画報」などの挿絵も描いた。蕉園自身は泉鏡花の文学の熱烈なファンでもあり、1908年（明治41年）には彼を支持する人々の集まり「鏡花会」に参加、鏡花本人のほか、長谷川時雨との交友も盛んとなった。このほか観劇、邦楽などの愛好家としても知られた。

### 文展のおしどり画家、そして死
1911年（明治44年）、放浪生活から戻った輝方と結婚、輝方も蕉園同様に文展で受賞を重ね、夫婦で屏風や双幅を合作したりもして、「文展のおしどり画家」と呼ばれた。1914年（大正3年）には再興・第1回日本美術院展（院展）に輝方の「お夏」とともに「おはん」を出品しているが、これは2人のただ1回の院展出品となった。そのころには国民的名士として知られ、上流階級の夫人、令嬢を多く門弟としたほか、大正天皇の前で絵を描いてみせたりもし、作品は高値で買い取られた一方、文展には多くの模倣作が溢れて識者の顰蹙を買い、私生活での行動までもが人々の興味の対象となった。1916年（大正5年）の第10回文展での特選受賞は夫婦揃ってのものだったが、蕉園はこの翌年1917年（大正6年）に結核に倒れ、夫輝方の献身的な看病もむなしく、やがて肋膜炎を併発、同年12月1日、31歳で死去した。犬養毅、当時の皇后宮大夫、文部次官など政、官界の要人、高村光雲、鏑木清方、徳田秋声、松岡映丘ら多くの美術人、門弟、愛好家たちが参列する盛大な葬儀が営まれ、谷中墓地に埋葬された。法名は「彩雲院蕉園妙観大姉」。夫の輝方も4年後の1921年（大正10年）に38歳で没した。
弟子に、木谷千種、松本華羊、ポール・ジャクレーなど。

## 家族
- 父・榊原浩逸（鉄硯、1855年生） ‐ 岩倉鉄道学校幹事。元岸和田藩士。慶應義塾で学んだのち、元藩主岡部長職の命で鉄道研究のため1880年に渡米し、ボストン州有鉄道、郵船と鉄道のオールドコロニー社、ペンシルバニア鉄道にて実地研修、1884年に帰国し、日本鉄道の庶務課長兼会計課長を務め、1893年に総武鉄道事務部長、1897年に房総鉄道に転じ、傍ら高等商業学校で講師も務め、とくに多くの中国人官費留学生に鉄道講義を行なったことで知られる[9]。義弟（妹の夫）に鈴木寅彦[10]。書画をよくしたほか愛刀家としても知られ、本間順治も教えを乞うた一人[11]。
- 母・綾子 ‐ 間島冬道の娘。弟に間島弟彦。義弟（妹の夫）に白滝幾之助
- 妹・文子 ‐ 長世吉の妻。[12]
- 夫・池田輝方

## 作品

### 肉筆画
- 「秋苑」 絹本著色 福富太郎コレクション 1904年（明治37年）第九回烏合会出品
- 「宴の暇」 絹本著色 福富太郎コレクション 1909年（明治42年）第三回文展
- 「春流」 絹本著色 実践女子学園所蔵
- 「夢の跡」 絹本著色 二曲一隻 福富太郎コレクション 1911年（明治44年）
- 「桜下美人図」 絹本着色 城西大学水田美術館所蔵 1911年（明治44年）
- 「小松引」 絹本著色 島根県立石見美術館所蔵 大正初期
- 「さつき」 絹本著色 東京国立近代美術館所蔵

### 木版画
- 「やへかすみ」 大判錦絵12枚揃 1906年(明治39年) 2代目秋山武右衛門版 ※美人画

### 口絵
- 「柳筥」 泉鏡花作 春陽堂版 明治42年
- 「白鷺」 泉鏡花作 春陽堂版 明治43年（1910年）
- 「女暫」（『演芸倶楽部』） 博文館版 大正元年（1912年）
- 「やよひ」（『文芸倶楽部』第19巻4号） 博文館版 大正2年（1913年）
- 「逝く春」（『文芸倶楽部』第19巻16号） 博文館版 大正2年
- 「盆灯籠」（『新小説』第20年7巻） 春陽堂版 大正4年（1915年）

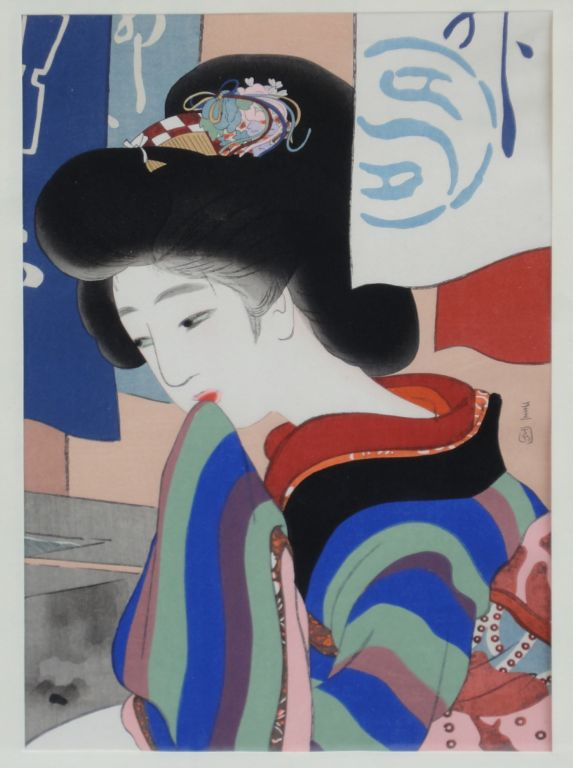
「新浮世絵美人合」より『十一月　小春日』
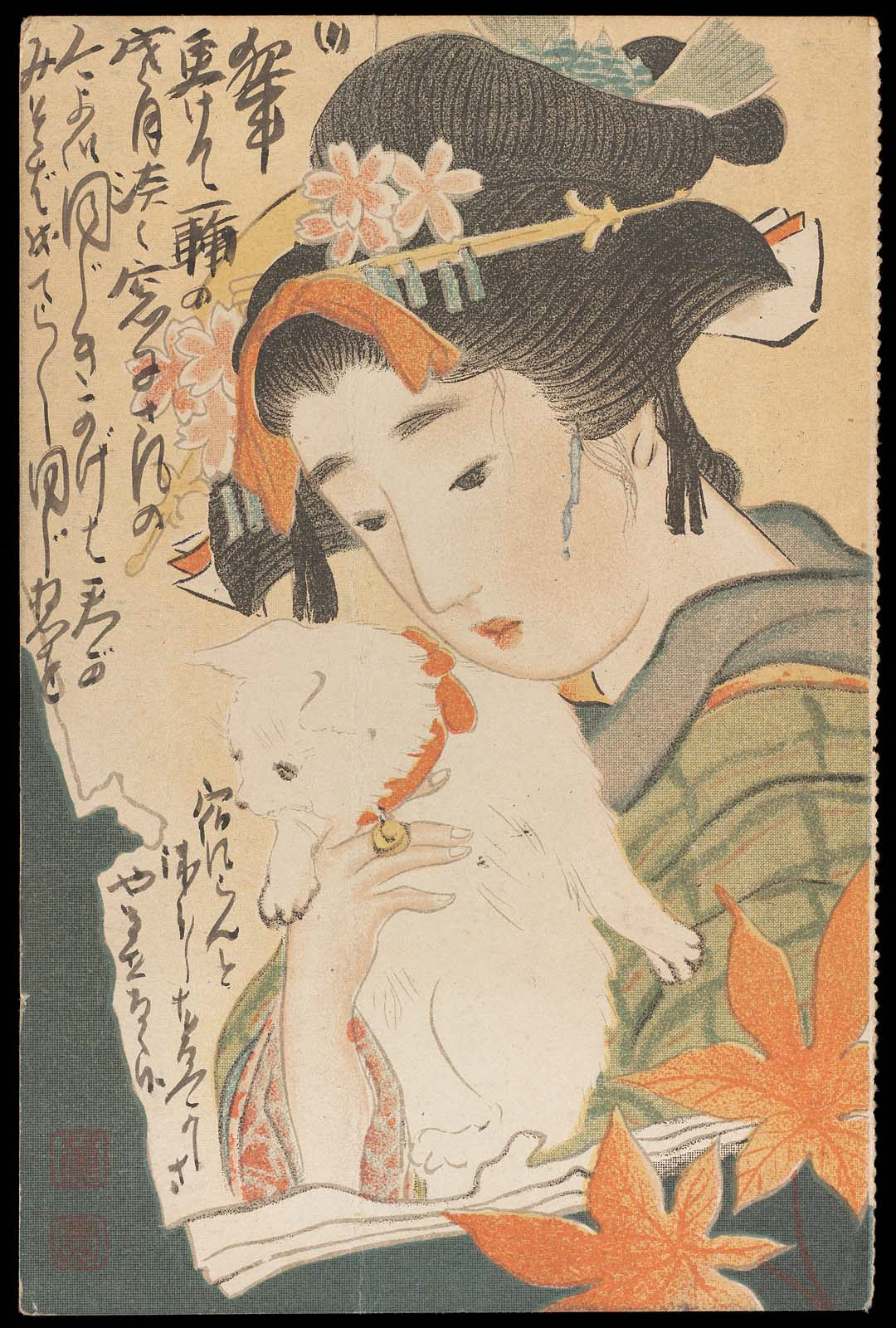
『女学世界』付録絵葉書「少女と猫」リトグラフ
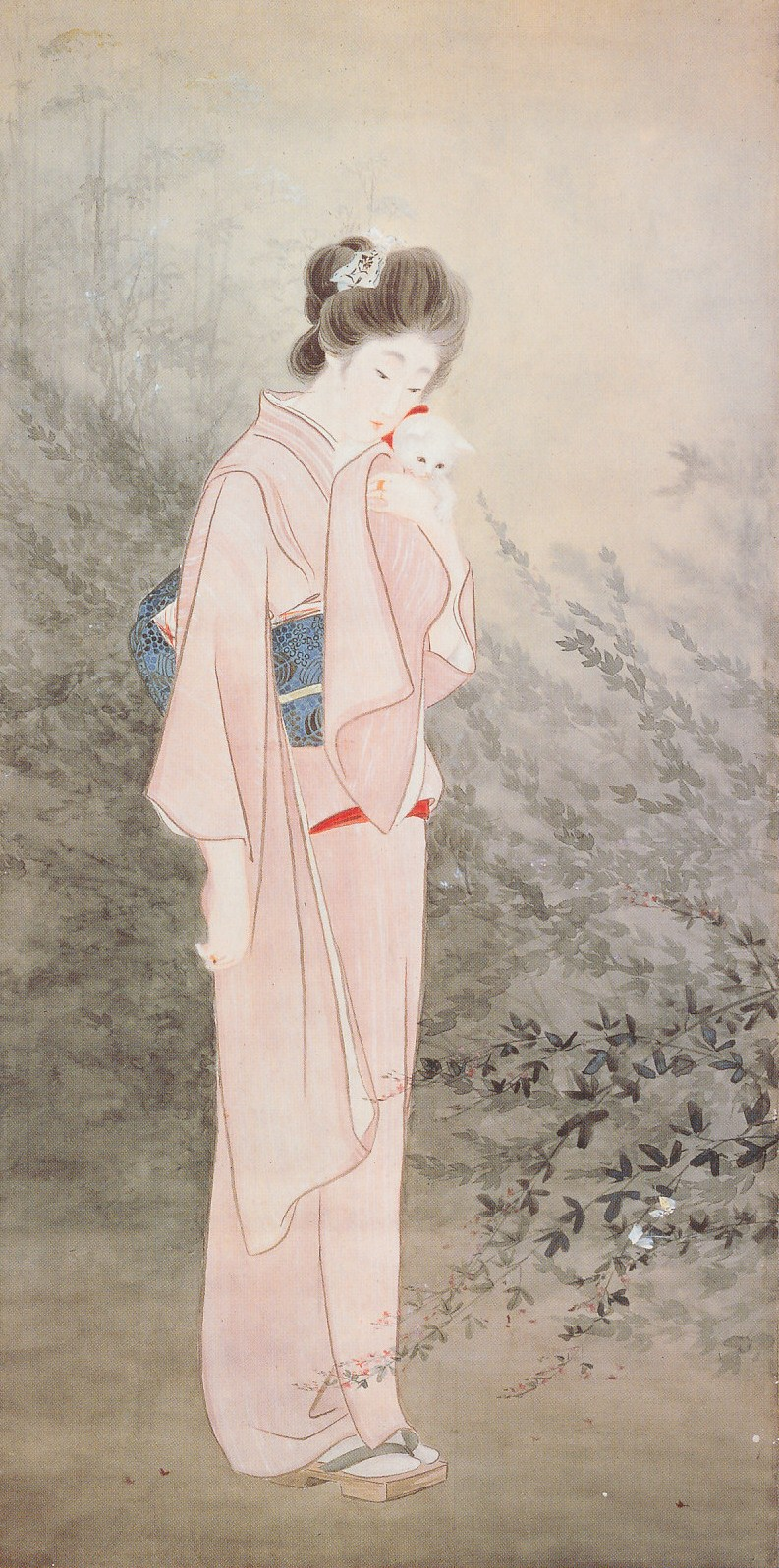
「秋苑」
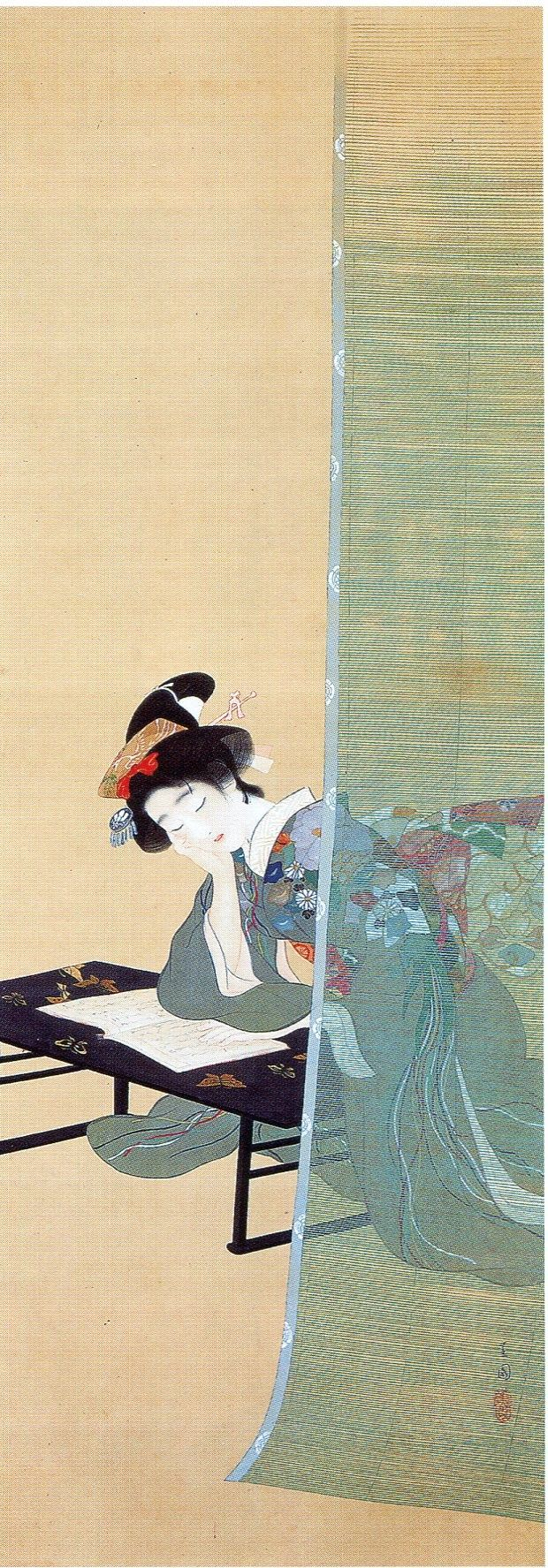
「秋思」
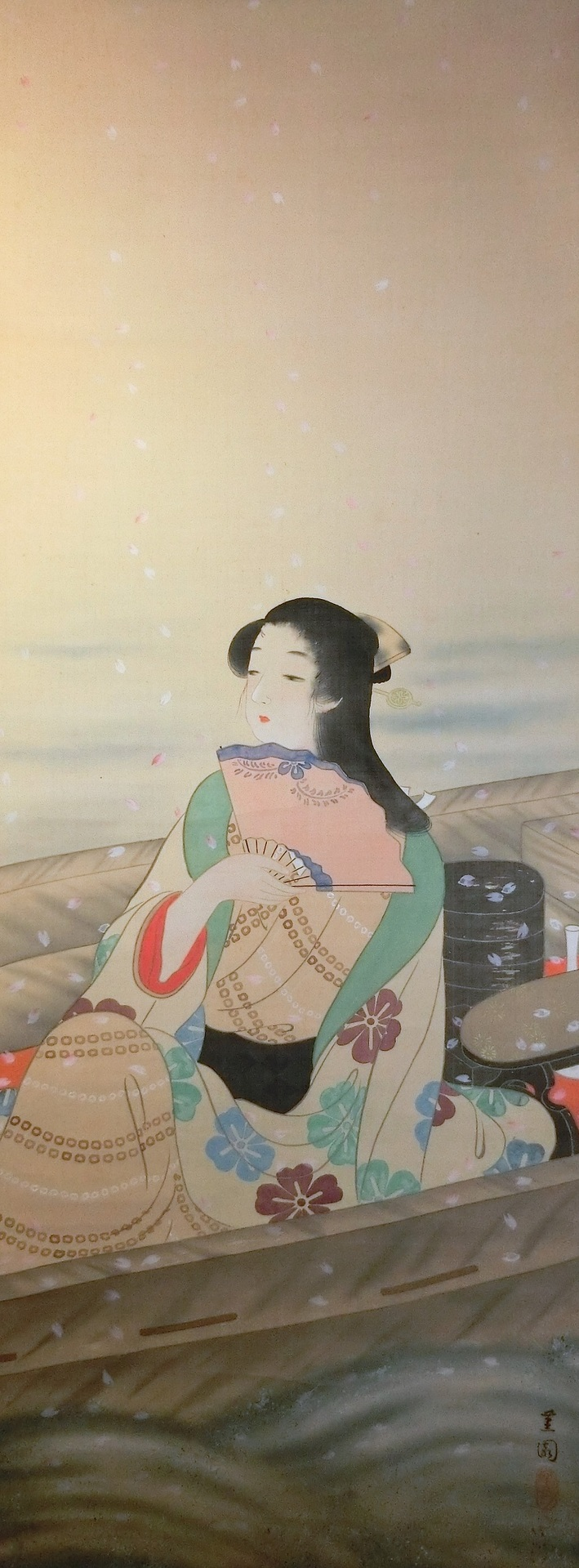
「桜狩」
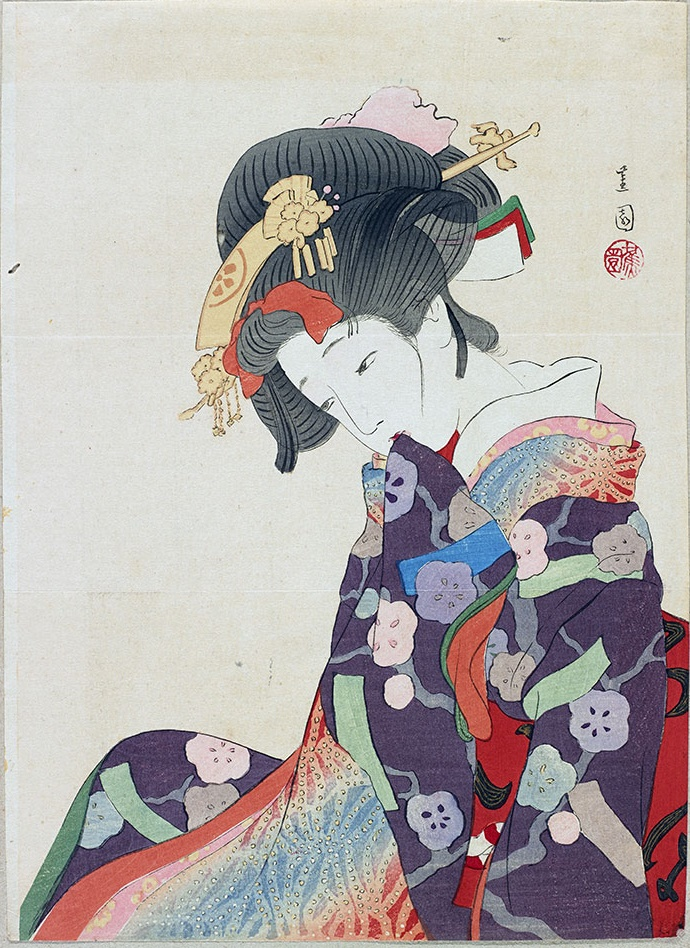
口絵